# AKABOSHI－異聞水滸傳－
《AKABOSHI－異聞水滸傳－》（日語：AKABOSHI -異聞水滸伝-）是天野洋一的漫畫作品。《週刊少年Jump》2009年25號至49號連載，全23話。
天野洋一在《週刊少年Jump》上的第二個連載。登場角色與世界觀是以中國宋朝的小說《水浒传》為架構。

## 故事簡介
900年前的中國、宋朝，民眾苦於高壓政治和貧困之間，傳說中的義賊被廣為流傳。

## 角色

### 主要角色
戴宗／流星
本作主角。義賊「替天行道」的成員。16歲。
嫌麻煩的性格，經常我行我素，旅途中讓山賊扛著自己，不在乎似地吃著知縣的食物，充滿著自我中心的破天荒舉動。口頭禪是「一點也不好笑。」會擅自決定事情，偶爾會命令翠蓮背著他，令林沖感到不可置信，結果看不順眼的林沖，只好一起背著翠蓮和戴宗上梁山泊。把動物視為「食品」。但是卻對帶在身上、像寵物貓一樣的老虎相當尊敬，本人說那隻老虎是他的師父。
使用有缺刃的巨大寶劍「伏魔之劍」作為武器，也因此柄劍曾被利用刺殺哲宗，而被稱作「弒君之劍」。戴宗利用高速揮動劍產生的摩擦熱攻擊。其神速般的腳力也是武器。
體內寄宿著星宿‧天速星的力量。星之力發動時，足邊產生出火焰沿背而上，並燃起伏魔之劍。伏魔之劍劍身爆碎，由光芒覆蓋，缺刃部分由有兩儀符號的齒輪填補。名為「拂曉」。
神行炎龍
用伏魔之劍產生的火焰攻擊。
神行飛龍
用神行炎龍火焰的上昇氣流飛行。
神行昇龍
利用牆壁做垂直移動。
神行旋龍
在一閃之間不停吸收周圍細小的火炎，令其不斷巨大化並超越鐵的沸點的火炎「旋風」。
神行雙龍
利用火炎的熱氣映出另一個自身的殘像招式。
翠蓮
住在濟州鄆城縣裡村子的13歲少女。
為了保護村子不受山賊和國家危害，戴上熊貓面具、自稱「替天行道」。和戴宗有了意想不到命運般的相會。之後和戴宗一同旅行，對他破天荒的舉動淨是吐槽。
與戴宗、林冲、扈三娘一同上梁山泊，在眾人戰鬥後成為了星宿‧地獸星的新宿主。
林冲／豹子頭
八十萬禁軍武術師範輔佐。束著長髮的美型男。被母親賣掉後成了孤兒，後來成為王進的義子。因為自己曾被父母和信任的人背叛，對於王進接受自己的存在充滿感激。擅長蛇矛。凡是對師父有危險存在的人會毫不留情的抹殺掉。非常喜歡貓之類的可愛小動物。和戴宗水火不容。更被戴宗的寵物老虎討厭，因為虎和豹不相容。
夢幻百華
用蛇矛橫砍自己周圍、放出衝擊。
夢幻百華·蓮華
縱方向放出的連續衝擊波。
夢幻百華・椿
以超音速揮動蛇矛並產生"真空軌道"，空氣急劇填補該空間產生可以斬斷一切真空之刃。
扈三娘／一丈青
戴宗在山中遇見的少女。外表看起來是楚楚可憐的美少女，實際上是食量極大、且可以徒手捏碎岩壁的怪力者，不過本人極力主張自己「柔弱」。

### 替天行道
宋江／及時雨
替天行道的首領。亦是鄆城縣的押司。性格穩重的青年。實力高深莫測，似乎可以感應"星宿"的覺醒。臉上常帶微笑。
鲁智深/花和尚
替天行道的幹部、首領的右手。和戴宗一樣有著非凡的戰鬥力。
時遷
替天行道的間諜。負責傳達成員任務內容。外表似青蛙。
孫二娘／母夜叉
替天行道的成員。巨乳。喜歡戲弄戴宗。擅長使用麻藥。使用的兵器是巨型菜刀，刀上刻有「人斬包丁」(即斬人菜刀)的字樣。
張青／番人替天行道的成員。喜歡著孫二娘。臉小，但身體卻很龐大。一拳可以破壞牆壁。
蔣敬／神算子
替天行道的成員。類似會計，每天為著戴宗引起的騷動和破壞物品所添的修理費而煩惱，常用著算盤。以算盤作武器。
王定六／活閃婆
替天行道的成員。天真活潑的少年。憧憬戴宗。
閃電十一人飛踢
如閃電般的軌跡左右飛躍連踢十一腳的招式。
公孫勝／入雲龍
替天行道的成員。特技是迷路,其次是道術。道術的媒介是肥皂泡，可以變出巨人、乘坐在肥皂泡代步等多種用途。
洗淨風
大量肥皂泡隨風飄出，作淨化敵人的道術之用。
守熊柵
有「熊」字樣的熊型肥皂泡。巨大化後撲向敵人，並強制囚禁對手30分鐘。內側的攻擊對肥皂泡無效。
治癒泡
把呆在肥皂泡入面的人的自然治癒能力提高100倍。時限也是30分鐘。
急急如律令
由肥皂泡巨人擊出的巨大淨化光束。
劉唐／赤髮鬼
替天行道的成員。總是被戴宗玩弄。個性很溫和。使用的兵器是刻有「爆裂上等」字樣的巨型雙節棍。
必殺‧腦天割
大概是高舉桌子朝敵人腦蓋砍的招式。被戴宗無情地踢腦蓋阻止了。在十字坡秘密基地胡鬧的招式。

### 宋
八代宋王
宋現在的皇帝。自小被奸臣操縱的「傀儡皇帝」。
高俅
殿師府大尉。身形巨大得宛如小山。朝廷三大權力（三本絲）其中一人。自稱是戴宗的「朋友」，卻是戴宗立志親手殺死的人。原端王近侍，為扶植傀儡皇帝端王上位，指派洪信打造「寶劍·伏魔之劍」刺殺哲宗，並把罪名嫁禍之。在戴宗面前一口咬死洪信和咬碎了伏魔之劍。
身形身形巨大得宛如小山，但卻有著像小孩子般的聲音、語調。擅長蹴鞠。老是側著頭顱，掌力和齒力驚人。
蔡京
宰相。朝廷三大權力（三本絲）其中一人。
童貫
樞密院長官。朝廷三大權力（三本絲）其中一人。
王進
八十萬禁軍武術師範。中華最強的男人。因為不接受賄賂而遭人討厭。可是他還是發誓對國家絕對忠誠。常遭刺客襲擊，但本人並不在乎，且避免無謂的殺生。
關勝／大刀
八十萬禁軍將軍。自稱是三國的豪傑關羽的子孫。留著鬍鬚的高個子男人。
使用青龍偃月刀為武器，擅長從上空展開攻擊。另外，在額頭上塗上自己的血表示關帝附身，能發揮普通實力的兩倍以上。受高俅之命來逮捕「造反」的王進。被戴宗和林冲聯手擊敗。
月光刃
新月形的廣範圍前方攻擊。關帝附身時是真·月光刃。
府伊
朝廷的高官。因向高俅進言而被殺害。
鄭
鄆城縣的知縣。胖子。恃權鋪路暴政壓迫人民。被戴宗燒毀。
趙能
鄆城縣的都頭。身材高佻，凡事著重形式。自恃是鄆城縣尉的兒子濫收通行費。由於體格的關係，可以單手使用本來是雙手武器的朴刀。擅長「朴刀二刀流」。
奧義‧三枚卸死
順趙能殘暴的喜好，把對手的身體斬成三段而命名的招式。
何濤／濟州 巡捕監察
亦是梁山泊討伐軍的總指揮。面上刺有內側有「流罪州」字樣的四方形的刺青。與王倫合作攻陷梁山泊，事成後給予其官職。對自身要求嚴格，左眼也因為了謝罪而廢了。
坐騎是額頭寫有「海獅」、「海豹」等字樣的巨大海獅、海豹。被「替天行道」一行人收拾了。
高衙內
高俅之子。戴著骷髏面具和比身高更長的長刀。會發出強大的殺氣。救走了差點落入「替天行道」手中的何濤。
梁中書
北京大名府留守。準備向岳父送上10萬貫賄賂祝賀生日。雇用了楊志護送生辰綱。
楊志／青面獸
官軍提轄使。右眼一帶有青色胎記。好戰。打算用10萬貫生辰綱引出高手與之對戰。

#### 星宿軍
崔道成／生鐵佛
擁有108魔星之力星宿之一，大宋的「星宿軍」的下級星宿一員。被派遣襲擊梁山泊。肥胖巨漢，怪力，嗜血。說話總是拖很長來說。赤手空拳應戰，以龐大身型壓向對手。
星之力發動後，雙掌纏上帶推進器的手套，掌壓擊地產生衝擊，更可以推進器升至半空，令飛撲威力更強。
丘小乙／飛天夜叉
擁有108魔星之力星宿之一，大宋的「星宿軍」的下級星宿一員。被派遣襲擊梁山泊。笑面滿盈的小孩子，貪玩。以身體如陀螺般旋轉，帶小刀襲擊對手。
星之力發動後，全身裹著由多片六角形組成的球型鎧甲，堪稱劍刃無損。
寇威／毒焰鬼王
擁有108魔星之力星宿之一，大宋的「星宿軍」的下級星宿一員。被派遣襲擊梁山泊。強壯黑漢，稱自己的寵物(座騎)熊貓亂亂，為夥伴。戰鬥時幾乎只是支喚亂亂傷敵。亂亂是肉食性的。
星之力發動後，披上熊貓皮草，雙手為利爪。寇威稱之"人熊合一"。
天山勇／一點油
擁有108魔星之力星宿之一，大宋的「星宿軍」的下級星宿一員。被派遣襲擊梁山泊。美型男子，以弓箭作華麗戰鬥。強調要戰鬥時要的美麗。
星之力發動後，弓被羽毛化包裹，化成如鳥的姿態。
蠱雕
星之力發動、令射出的箭幻化成雕一樣。可以拐彎刺傷敵人，也可作騎乘逃走之用。

### 梁山泊
王倫／白衣秀士
梁山泊的首領。以義賊之名聚集大量不滿宋的人。為謀官職，與何濤合作襲擊梁山泊。
使用道術︰黑言靈
相信是由公孫勝的師兄「混世魔王」樊瑞，從「禁術之書」習得的禁忌道術。由王倫使用的話，是以墨水作媒介，可以變出飛鳥、巨人等。也可以操縱人心。
杜遷／着天金剛
梁山泊的第二首領。雖然負責划舟，但容易暈船。使雷電金剛杵和宋萬並稱哼哈二將。高速轉動雷電金剛杵產生靜電雷擊，視為攻勢中的"啊"。
雷電
高速甩動雷電金剛杵產生的雷擊，擲向對手。
宋萬／雲裏金剛
梁山泊的第三首領。體格龐大卻行動敏捷。使用的兵器是攻守兼備的拳環。承接杜遷"哞"的雷擊，擲出其兵器改變雷擊軌跡視為"哈"。百發百中的合體技啊哞虛空。
啊哞虛空
擲出兵器作避雷針以改變雷電軌道的招式。
啊哞虛空。 貳式。神雷天剪
把兵器分別擲向敵人兩側，左右合擊的雷電攻擊。
朱貴／旱地忽律
梁山泊的第4首領。在梁山泊的山腳經營酒店，負責入山審查。女性無條件進入（但扈三娘例外）。對梁山泊的現狀感到無聊，想要些驚險的事。因為王倫的命令，原本打算處理掉林冲，但是後來承認他們的實力准許入山。使用許多小刀攻擊。
獄樂鳥
大量小刀如雙翼擲出。匯聚成鳥狀小刀群攻敵。擊中後，大量小刀插滿敵人四周宛如「鳥籠」。

### 商人
盧俊義／玉麒麟
北京大名府的大商人。身形肥胖。饞嘴。可以為了吃而丟失商品。
燕青
盧俊義的隨從。女人面。身手了得。

### 村民
洪信
鄆城縣某小村的貧窮鐵匠。父兼母職的照顧著戴宗。被村中人喚作人妖。幾乎免費為村民修理農具，認為大家的笑臉是最重要的。
本來是軍中打造兵器的總負責人，但不想再製造傷人武器而逃離軍隊。及後被高俅招攬打造「寶劍·伏魔之劍」，反而遭嫁禍殺害哲宗的罪名。逃回村子找戴宗，被高俅咬死。
晁蓋
東渓村的保正。(即村長。)某日夢見北斗七星落在自家，於是集合七位同志，計劃奪取官員梁中書的10萬貫的賄款。
吳用／智多星
東渓村教書的年輕人。晁蓋的好朋友。
白勝
東渓村的年輕人。
安道全／神醫
東渓村的醫生。外表相當年輕，卻以老身自稱。晁蓋的醫生，研究治療白癡的藥。
薛永
安道全的助手。瘦骨嶙峋的繃帶男。口頭禪「Yes Sir!」。
阮小二／凶星
石碣村的漁夫。阮家三兄弟的大哥。
阮小五／短命二郎
石碣村的漁夫。阮家三兄弟的二哥。
阮小七／活閻羅
石碣村的漁夫。阮家三兄弟的三弟。
史進／九紋龍
史家村的年輕人。肩到胸有龍的紋身。擅長用棒戰鬥。趕走了追捕王進的宋軍。

### 其他
樊瑞／混世魔王
公孫勝的師兄，曾奪取「禁術之書」習得禁忌道術，並打黑言靈傳給王倫。
李逵／黑旋風
囚禁在江洲牢城的囚犯。

## 用語
替天行道
中國村人間口耳相傳的義賊。由108人英傑組成，打算對宋朝發起革命。
梁山泊
以險峻的自然環境形成的要塞。山賊的主要根據地。
宋
作品中的舞台設定、中國實際存在的王朝。中國雖然統一但仍有爭戰，民眾受到高壓政治。
三本絲
背後控制宋政治的高俅、蔡京、童貫。實質上的最高權力，國民災禍的根源。
108魔星之力
亦是所謂的「星之力」。寄宿於武器和持有者身體之中，持有者稱之為星宿。星宿和武器之間有越深的因果就會有越高共鳴率，並會擁有更強的威力。虛耗太多星之力會令星宿身體疲累。星宿死亡後，星之力會轉移向下一位宿主。星之力會從原宿主發光的身體排出一個帶文字的光球，光球在空中飛行會拖著流星一樣的尾巴。
星宿軍
朝廷建立的究極軍隊。全員擁有星宿的力量，而且有等級之分。

## 單行本
| 卷數 | 日文標題 | 中文標題   | 集英社        | 集英社                 | 東立出版社     | 東立出版社             |
| ---- | -------- | ---------- | ------------- | ---------------------- | -------------- | ---------------------- |
| 1    |          | 流星戴宗   | 2009年10月2日 | ISBN 978-4-08-874777-4 | 2010年8月13日  | ISBN 978-986-11-3625-7 |
| 2    |          | 梁山泊     | 2009年12月4日 | ISBN 978-4-08-874779-8 | 2010年10月14日 | ISBN 978-986-11-3688-2 |
| 3    |          | 一百零八星 | 2010年2月4日  | ISBN 978-4-08-870001-4 | 2010年11月11日 | ISBN 978-986-11-3876-3 |